# Vio (напиток)
Vio — газированный молочно-фруктовый напиток компании The Coca-Cola Company. Производятся вкусы Citrus Burst, Peach Mango, Very Berry и Tropical Colada.

## Создание
Рэй Крокетт, представитель бренда, сказал порталу Slashfood.com, что напиток находится в стадии разработки, однако он может быть найден в «ограниченной форме» и только в Нью-Йорке.

## Критика
Напиток «Vio» вошёл в «Топ-10 плохих идей для напитков» по версии журнала «Time».

## Факты
- Этот напиток новый на рынке США, но у компании The Coca-Cola Company был аналогичный продукт, который продавался исключительно в Японии в начале 1990-х годов[5].
- В Индии существует пакетированное «Vio»[6].